# فیزیولوگوس

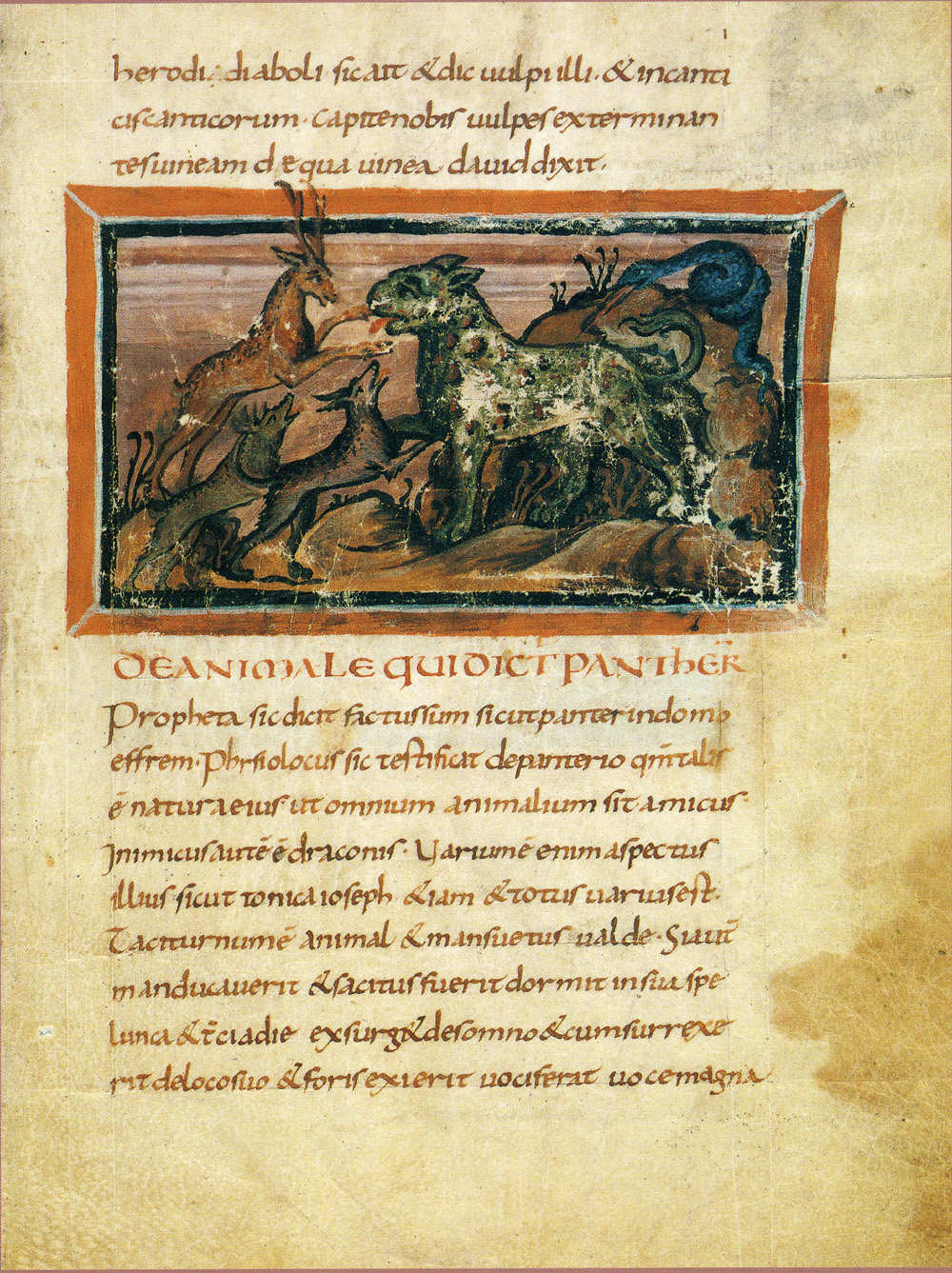
پلنگ، فیزیولوگوس برن، قرن ۹ میلادی

فیزیولوگوس کتابی است آموزشی (معرفة الحیوان، جانورشناسی) نوشته یا تألیفی به زبان یونانی از نویسنده‌ای ناشناخته در اسکندریه که معمولأ کسانی که در آن شباهت‌هائی به نوشته‌های کلمنت اسکندریه می‌دیدند که خود اذعان داشته که کتاب را دیده‌است، آن را از سال دوم پیش از میلاد می‌دانند. هرچند آلن اسکات آن را از پایان سده سوم یا آغاز سده چهارم میلادی می‌داند.
فیزیولوگوس شرح حیوانات، پرندگان و موجودات افسانه‌ای و گه‌گاه سنگ‌ها و گیاهان است که مطالب اخلاقی را نیز در خود جای داده‌است. پس از شرح هر حیوان حکایتی می‌آید تا کیفیات اخلاقی و نمادین حیوان را بدست دهد. دست نوشته‌های این کتاب اغلب چنان مصور شده که گاه پهلو به افراط می‌زند. دور و بر سال ۷۰۰ میلادی نخست به لاتین، اتیوپیائی (گِعِز) و سُریانی و زان پس به بسیاری زبان‌های اروپا و خاور میانه برگردانده شد و بسیاری نسخه‌های مُذَهَّب آن که یک نمونه‌اش فیزیولوگوس برن  باشد به دست امروزیان رسیده‌است. تأثیر فیزیولوگوس بر ایده‌های مربوط به «معنی» حیوانات به درازای یک هزاره در اروپا بر جای ماند.
این کتاب نیای بسیاری از معرفةالحیوان‌ها بوده‌است. ادبیات شعری قرون وسطی آکنده از گریزهائی است که ریشه در همین ایده فیزیولوگوس دارند، ضمن اینکه این کتاب تأثیری شگرف بر نمادهای هنر دینی سده‌های میانه گذارد: نمادهائی چون سمندری که از خاکستر خویش سر برمی‌آورد و پلیکانی که خون خویش به جوجه‌هایش می‌دهد هنوز هم بس شناخته‌اند.